# Lierkasteel

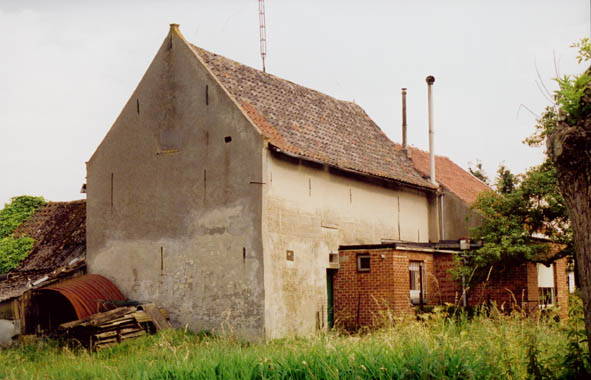
Restant van het Lierkasteel in 2001, voor de totale vernietiging in het eerste kwart van de 21e eeuw

Het Lierkasteel is een voormalig kasteel in de Vlaamse gemeente Grimbergen en was vernoemd naar de familie van Lier.
De heerlijkheid van Lier was een leengoed van de heren van Grimbergen en was oorspronkelijk gelegen aan de Maalbeek, achter de Charleroyhoeve. De familie behield dit kasteel tot circa 1380. Zij bezaten ook de Liermolen en de Tommenmolen. Tussen 1665 en 1691 werden de gronden en gebouwen nabij de Charleroyhoeve openbaar verkocht. Wanneer het Hof van Lier naar het meer oostelijk gelegen gehucht Heienbeek werd overgebracht is niet geweten, maar in het kaartboek van de abdij van 1699 is het kasteel reeds voorgesteld als een constructie met torens omringd door een rechthoekige gracht die in verbinding stond met de Maalbeek en toegankelijk was via de Winkelveldstraat. Vanaf 1859 was er landbouwuitbating. Rond 1872 werd nogmaals een stuk van het reeds sterk gereduceerde kasteel gesloopt en de omwalling gedempt. Later werd het resterende volume uitgebreid en verbouwd tot een woonhuis.
Ook de laatste restanten werden vernietigd om plaats te maken voor twee villa's (de huidige huisnummers 15 en 17 in de Vaartstraat).